# 泉溪镇 (衡南县)
泉溪镇，是中华人民共和国湖南省衡陽市衡南县下辖的一个乡镇级行政单位。

## 行政区划
泉溪镇下辖以下地区：
石狮社区、何家坪社区、剑山社区、黄芽嘴社区、喇叭村、提升村、刘家坪村、老龙头村、杨浦村、泉长村、高冲村、木蔸村、白沙村、马安村、大基村、干子塘村、石岭村、知明村和殷老龙村。